# Biskwit (ceramika)

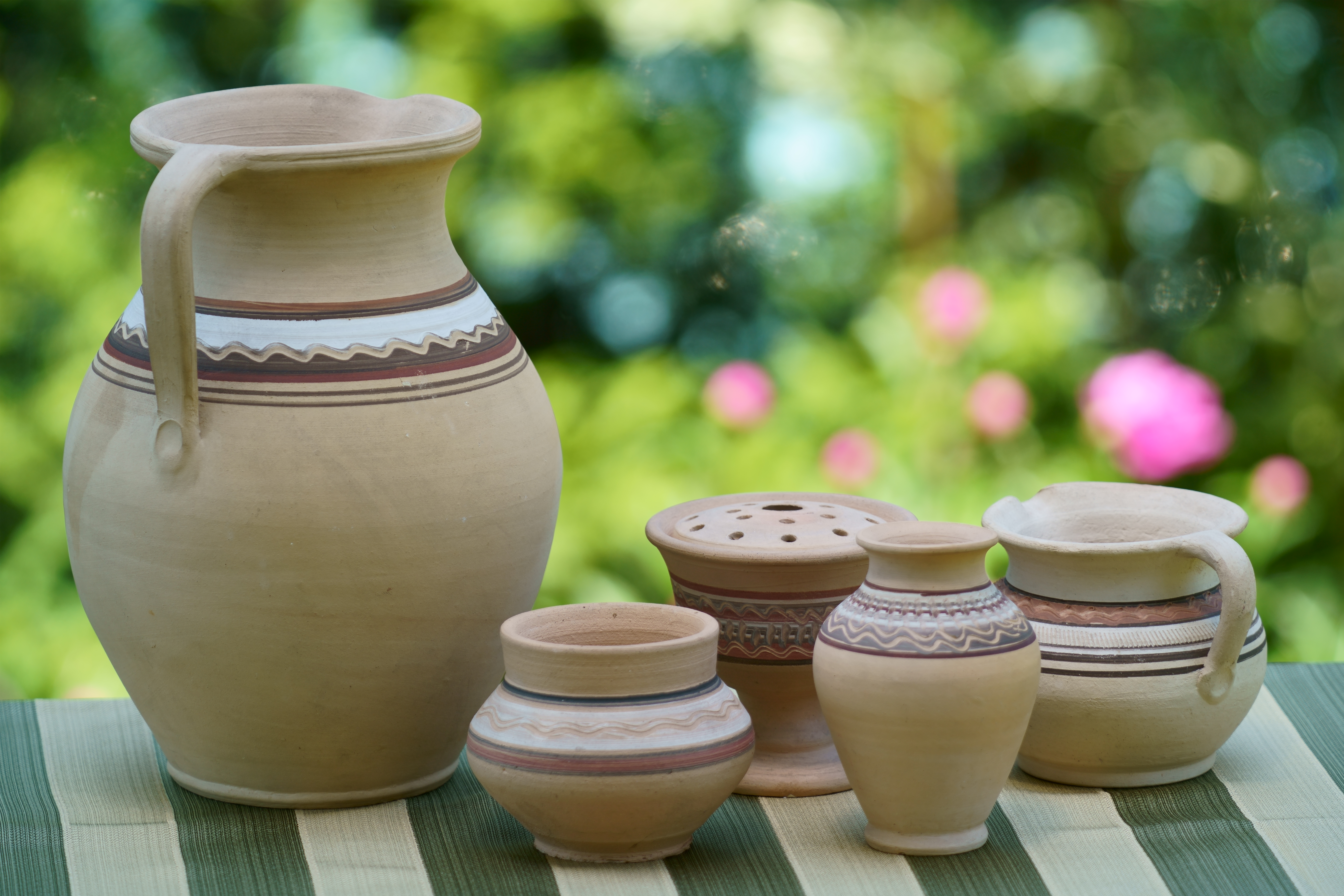
Biskwit. Spółdzielnia Pracy Rękodzieła Ludowego w Iłży CHAŁUPNIK. Lata 80. XX wieku.

Biskwit – półfabrykat ceramiczny, wstępnie spieczona masa ceramiczna (porcelana, fajans, półporcelana), po pierwszym wypaleniu, niepokryta szkliwem. 
Spiekanie na biskwit prowadzi się w temperaturze niższej niż wypalanie ostateczne (porcelana, porcelit), rzadko w wyższej (wypalanie fajansu). Ma znacznie niższą wytrzymałość mechaniczną i twardość niż materiał ceramiczny po ostatecznym wypaleniu; może być obrabiany mechanicznie i szkliwiony.
Nazwą tą określa się również przedmioty dekoracyjne z porcelany nieszkliwionej, przypominającej marmur.